# Сросты
Сро́сты — село в Егорьевском районе Алтайского края России. Административный центр Сростинского сельсовета.

## География
Село Сросты находится возле озера Горькое-Перешеечное. Рельеф — равнинный.
Климат
Климат резко континентальный. Средняя температура января −12,5 °C, июля +18 °C. Атмосферных осадков — 362 мм. Село располагается вблизи озера и на восточной кромке реликтового ленточного бора, это способствует смягчению климата.
Озеро Горькое–Перешеечное находится на том месте, где когда‐то  была долина древнего стока реки Барнаулки в одноименном ленточном бору. Его вода представляет собой водоем с богатым набором минералов и обилием разных видов рыб.
Уличная сеть
В селе 14 улиц и один переулок.

## История
Основано в 1825 году. В 1928 году состояло из 657 хозяйств, основное население — русские. Центр Сростинского сельсовета Рубцовского района Рубцовского округа Сибирского края. В 1931 году в селе было 805 хозяйств, оно входило в сельсовет Рубцовского района в качестве административного центра.
Основание села Сросты связано с развитием горной промышленности Алтая и началом строительства Локтевского завода на излучине (локте) реки Алей. Жители села Сросты занимались заготовкой древесного угля для Локтевского завода (Алтайский горный округ) по выплавке меди. Впоследствии на заводе выплавляли серебро и свинец (1783 год). Первое упоминание о населенном пункте относится к 1852 году. Возле кромки Барнаульского бора были основаны два населенных пункта: избушка Сростинского лесосека (ныне село Сросты Егорьевского района) и казарма Коростелёвского лесосека (Первые Коростели Угловского района).
Горнозаводские рабочие и «урочные служители» заготавливали древесный уголь и лес для Локтевского завода. Рабочие горного завода находились в пожизненной и потомственной зависимости от заводской администрации, без разрешения чиновников они не могли даже жениться. Работали по 12 часов в сутки, жалование было небольшим. Любое неподчинение влекло наказание в виде розог, шпицрутенов, кнутов, заключения в тюрьмы и исправительные казармы. Легенды о каторжниках, которые жили при заводе, до наших дней сохранились в виде рассказов старожилов.

## Население
| 1926  | 1931  | 1997  | 1998  | 1999  | 2000  | 2001  |
| ----- | ----- | ----- | ----- | ----- | ----- | ----- |
| 3655  | ↘3339 | ↘2241 | ↘2228 | ↘2134 | ↘2111 | ↗2117 |
| 2002  | 2003  | 2004  | 2005  | 2006  | 2007  | 2008  |
| ↘2052 | ↘2016 | ↘2002 | ↗2003 | ↘1994 | ↗2017 | ↗2031 |
| 2009  | 2010  | 2011  | 2012  | 2013  |       |       |
| ↗2046 | ↘1963 | ↘1959 | ↗1975 | ↘1948 |       |       |

## Инфраструктура
В селе есть фермеры и КФК («Нива», «Надежда», «Авангард» и другие), предприниматели в области сельского хозяйства и торговли (СПК «Агромех», ООО «Хлебороб»). В селе в начале 90-х годов организовано и успешно работает КФК «Наука» по разведению племенного скота, созданное Валерием Аброновым (глава района с 2013 года). Работают детский садик «Берёзка», МОУ «Сростинская СОШ», КГБПОУ «Егорьевский лицей профессионального образования», филиал районной библиотеки, ФАП и почта.

## Туризм
За последнее десятилетие на берегах озера построена достаточно развитая туристическая инфраструктура. Число туристов ежегодно прибывает, их число в летнее время превышает население района.